# Musée d'Anthropologie préhistorique de Monaco
Le musée d'anthropologie préhistorique de Monaco (monégasque : Müseu d’Antrupulugia Preisto̍rica de Mu̍negu) est un musée scientifique monégasque, consacré à la Préhistoire, fondé en 1902 par le prince Albert Ier de Monaco. C'est la plus ancienne institution scientifique de la principauté de Monaco. Il se situe au cœur du jardin exotique de Monaco, à proximité de la grotte de l'Observatoire et du Nouveau Musée national.

## Historique

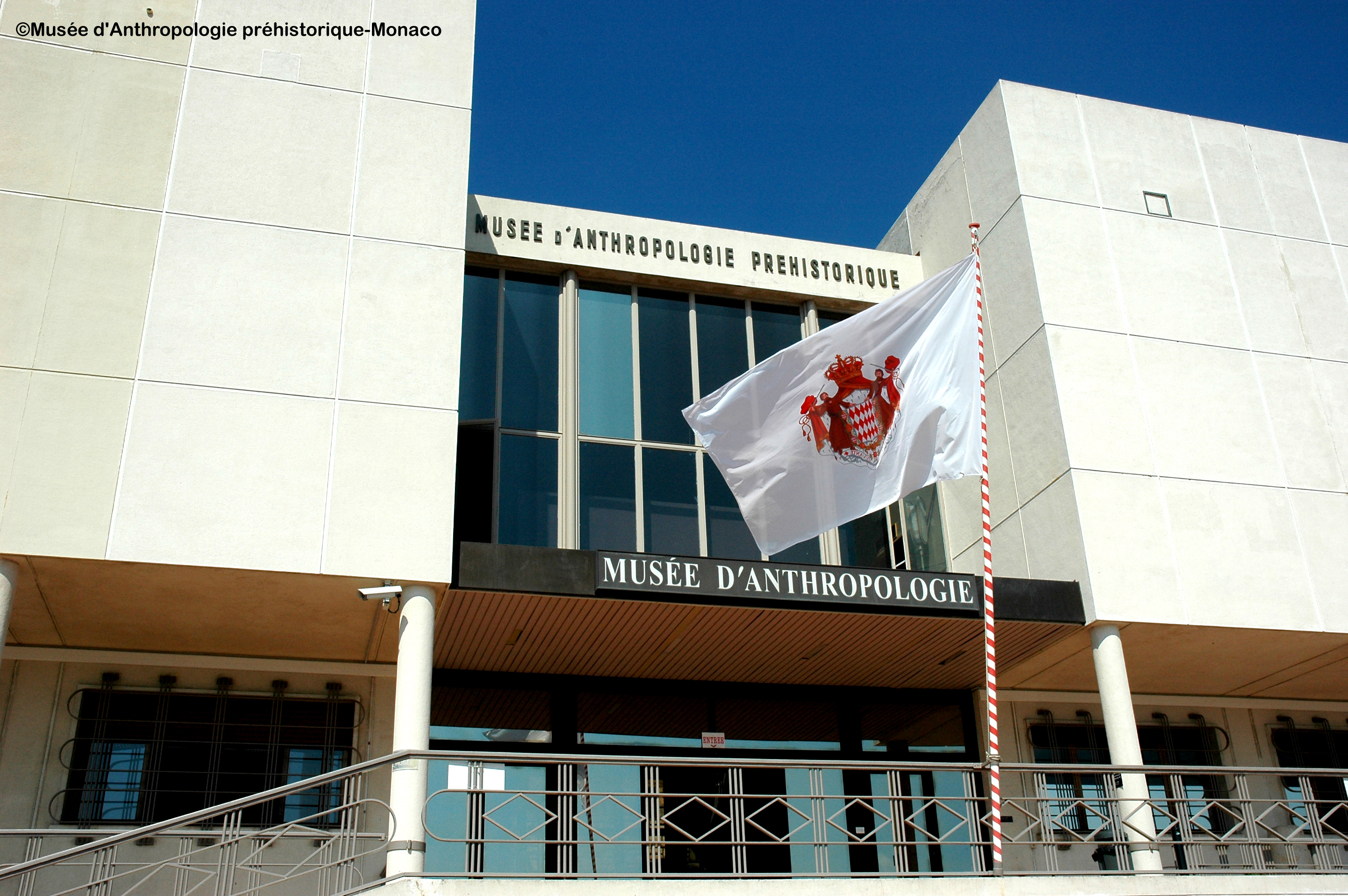
Entrée du musée.

Le musée actuel fut implanté en 1959 dans l'enceinte du jardin exotique de la principauté de Monaco. Il fut inauguré officiellement en 1960 par le prince Rainier III et la princesse Grace.
Après Louis Barral, Suzanne Simone fut la conservatrice du musée de 1975 à 2003. En 2011, le musée rouvre après deux ans de travaux, et avec l'objectif d'attirer un plus large public. Depuis le 16 mars 2018, Elena Rossoni-Notter, docteur en Préhistoire, en est le directeur.
Le paléoanthropologue Yves Coppens est le président du comité scientifique du musée .

## Collections
Le musée regroupe les vestiges préhistoriques issus du sol de la principauté et des régions avoisinantes. Il comprend des collections originales, riches et variées, provenant de fouilles et de donations.
La visite du musée s'articule autour de deux grandes salles :
- La salle Albert Ier, dédiée aux collections permanentes, dont un magnifique squelette de mammouth (Sibérie)[8], des outils et restes de faune de la grotte de l'Observatoire (Monaco) et de la grotte du Prince (Balzi Rossi, Italie) ;
- La salle Rainier III est maintenant dédiée aux expositions temporaires [9].

Au-delà des expositions temporaires, le musée organise des visites guidées et des animations pour les scolaires.

## Activités de recherche
Institut de recherche, le MAP mène des fouilles à Monaco, comme à la grotte de l'Observatoire, des missions à l'étranger (France, Italie, Mongolie, etc), publie un bulletin scientifique annuel, et accueille des chercheurs et étudiants.